# Liste der denkmalgeschützten Objekte in St. Oswald bei Haslach
Die Liste der denkmalgeschützten Objekte in St. Oswald bei Haslach enthält die denkmalgeschützten, unbeweglichen Objekte der Gemeinde St. Oswald bei Haslach in Oberösterreich (Bezirk Rohrbach).

## Denkmäler
| Foto |                 | Denkmal                                                       | Standort                                          | Beschreibung | Metadaten |
| ---- | --------------- | ------------------------------------------------------------- | ------------------------------------------------- | --- | --- |
| ja   | Datei hochladen | Kath. Pfarrkirche hl. Oswald HERIS-ID: 18064 Objekt-ID: 14356 | St. Oswald bei Haslach 1a Standort KG: St. Oswald | Das ehemals flach gedeckte Langhaus entstand vermutlich vor 1300, der Chor wurde im 14. Jahrhundert errichtet. Ab dem Ende des 15. Jahrhunderts erfolgte eine umfassende Neugestaltung der Kirche. Der gotische Turm wurde im 16. Jahrhundert verändert und im 17./18. Jahrhundert barock aufgestockt. Der heutige, durch die spätgotische Umgestaltung geprägte dreijochige Saalbau besitzt eine bedeutende neogotische Einrichtung der Werkstatt Josef Kepplingers. | BDA-Hist.: Q37843520 Status: § 2a Stand der BDA-Liste: 2025-06-30 Name: Kath. Pfarrkirche hl. Oswald GstNr.: 172 Pfarrkirche St. Oswald bei Haslach |
| ja   | Datei hochladen | Pfarrhof HERIS-ID: 18063 Objekt-ID: 14355                     | St. Oswald bei Haslach 1 Standort KG: St. Oswald  | Der Dreiseithof mit Bauteilen aus dem 17./18. bzw. 19. Jahrhunderts besitzt im Erdgeschoß Stichkappentonnengewölbe und einen kreuzgratgewölbten Flur. Im Obergeschoß findet sich ein vierpassförmiger, profilierter Deckenspiegel. | BDA-Hist.: Q37843499 Status: § 2a Stand der BDA-Liste: 2025-06-30 Name: Pfarrhof GstNr.: 160                                                        |